# Ка-15
Ка-15 е многоцелеви хеликоптер, създаден от съветското конструкторско бюро „Камов“. Съгласно класификацията на НАТО машината получава обозначението „Hen“.

## История
Експлоатацията на хеликоптерите Ка-8 и Ка-10 в КБ „Камов“ при базирането им на кораби, довежда до необходимостта от създаването на лек многоцелеви хеликоптер с по-голяма товароподемност и ниска зависимост от метеорологичните условия. КБ „Камов“ пристъпва към създаването на нова мшина, която плучава обозначението Ка-15.
Първият полет на протоипа на Ка-15 е извършена на 14 април 1953 г. Държавните изпитаня приключват през 1955 г. и през 1956 г. започва серийното производство на хеликоптера в авиационния завод в Улан Уде.
Войсковите изпитания на първите серийно произведени машини се провеждат на крайцера "Михаил Кутузов. Ка-15 е сравняван с хеликоптера Ми-1 на КБ „Мил“. Машината печели съревнованието и е предпочетена от ВМС на СССР, поради по-малките си размери.
През периода 1958 – 1963 г. са сменени витлата на машините от типа Ка-15 и Ка-15М, като старите са заменени с витла от композитни материали, повишаващи аеродинамичните качества и увеличаващи ресурса на експлоатация.
На Световното изложение в Брюксел, Белгия, през 1958 г. Ка-15 е удостоен със златен медал. Хеликоптерът Ка-15 и модификациите му се намират в експлоатация повече от 20 г.
Освен за военна употреба хеликоптерът е произвеждан и в различни граждански варианти – пътнически, пощенски и медицински.

## Тактико-технически характеристики
Хеликоптерът Ка-15 е изпълнен по двувинтова съосна схема с четириопорно шаси и бутален двихгател. За разлика от предшествниците си Ка-8 и Ка-10, машината е с изцяло затворена кабина.
Планерът на машината се състои от фюзелаж, опашни греди с хоризонтално и вертикално оперение и опашна опора на шасито. Фюзелажът е изграден от пространствена ферма, състояща се от хромирани тръби. Покрит е с дуралуминиеви листове с дебелина 0,5 – 0,8 мм. Опашната констукция е изграден по полумонокова еднокилна схема и е обшита с дуралуминиеви листове с дебелина 0,5 мм.
Кабината е изградена от дуралуминиеви профили с различни форми. В носовата и част е разположено пилотажното оборудване и акумулатора, прикрити с носов обтекател. Работното място на пилота е разположено в лявата част на кабината, а това на наблюдателя – в дясната. Пилотажно-навигационните прибори и индикаторите за контрол на системите са разположени на приборен пулт.
Шасито е четириопорно неприбиращо се по време на полет. Предните две колела са самоориентиращи се. На задните опори са монтирани колела със спирачна система. При хеликоптерите, базирани на кораби, шасито е заменено с два странично закрепени цилиндрични балона, подобно на Ка-10.
Силовата установка на Ка-15 се състои от двигател АИ—14В с редуктори, два горивни резервоара и горивопроводи. Двигателят е с мощност 225 к.с. (168 КВ). Както и при Ка-10, носещите винтове са закрепени към разпределителен редуктор, който разпределя въртящият се момент от двигателя към тях.
Двата носещи винта са тривитлови, конравъртящи се и са монтирани на общ крешеж. Витлата са изготвени от дърво, като са използвани метал и пенопласти, атакуващият им ръб е облицован от с метал. Имат геометрическа крива в границите от —5° до —12°, а на краищата им са монтирани противотежести за гасене на вибрациите. Витлата са снабдени с противообледенителна система
Управлението е комбинирано и включва механизъм за регулиране диференциалната стъпка на носещите винтове и рул за управление на вертикалното опашно оперение. Рулевите плоскости повишават ефективността си при увеличаване скоростта на полета. При отказ на двигателя ефективно осигуряват нужната управляемост в режим на авторотация.

## Бойно използване
Във военния си вариант хеликоптерът Ка-15 основно е използван за противолодъчна борба във ВМФ на СССР. Противолодъчният вариант е въоръжен с радиохидроакустични буеве РГБ-Н или приемно устройство СПАРУ.
Тактиката за изплозване се състои в следното: един хеликоптер Ка-15 хвърля няколко буя в зададения квадрант от наблюдаваната акватория, а втора машина събира информацията от тях. При откриване на подводница в действие влиза трети Ка-15, въоръжен с прицел ОПБ-1Р и две дълбочинни бомби с калибър 50 кг.
През 1958 г. съветските ескадрени миноноци започват да се оборудват с площадка за кацане и излизтане на хеликоптери за борба с подводни лодки. В периода 1960 – 1961 г. на въоръжение във ВМС на СССР постъпват 8 кораба оборудвани с вертолетни площадки – проект 57.

## Модификации
- Ка-15М – многоцелеви хеликоптер с по-мощен двигател – 280 к.с. (209 kW).
- УКа-15 – учебно-тренировъчен вертолет със сдвоена система за управление. Произвежда се от 1957 г.
- Ка-18 – четириместна модификация на Ка-15 за нуждите на ВМС на СССР. Оборудван с по-съвременно полетно оборудване и по-мощен двигател АИ-14ВФ. По-късно машината е използвана и за граждански нужди. Съгласно класификацията на НАТО машината получава обозначението „Hog“.